# Mahdalînivka, Dnipropetrovsk
Mahdalînivka (în ucraineană Магдалинівка) este așezarea de tip urban de reședință a raionului Mahdalînivka din regiunea Dnipropetrovsk, Ucraina. În afara localității principale, mai cuprinde și satele Dubravka și Radeanske.

## Demografie
Componența lingvistică a așezării de tip urban Mahdalînivka
     Ucraineană (94,13%)
     Rusă (4,6%)
     Alte limbi (0,21%)
Conform recensământului din 2001, majoritatea populației așezării de tip urban Mahdalînivka era vorbitoare de ucraineană (94,13%), existând în minoritate și vorbitori de rusă (4,6%).